# El Raval
El Raval est le nom d'un célèbre quartier de la Vieille ville de Barcelone, historiquement appelé Quartier chinois (en catalan Barri Xinès et en espagnol Barrio Chino).

## Géographie
Il est situé dans le premier district de Barcelone, la Vieille ville de Barcelone. Il est hors des murailles médiévales mais à l'intérieur des murailles de la ville telles qu'elles existaient du XIVe au XIXe siècle.
Il est bordé par le Quartier gothique (Barri Gòtic).

## Historique
Autrefois, il s'appelait "Barri xinès / Barrio chino" ("quartier chinois" en catalan/castillan). Dans l'histoire de l'art, il est notamment présent dans les œuvres des artistes Pablo Picasso et Ernest Hemingway.

## Démographie
C'est un quartier populaire peuplé essentiellement d'immigrés pakistanais, marocains, philippins et des pays de l'est.

## Urbanisme
Depuis une dizaine d'années, les autorités tentent de moderniser le quartier, avec par exemple la création de la Rambla del Raval.

## Les Arts
Le Musée d'Art contemporain de Barcelone (MACBA), le Centre de Cultura Contemporània de Barcelona, ainsi que la cinémathèque de Catalogne sont situés au Raval.
Ce quartier est l'un des meilleurs endroits de Barcelone pour faire des graffitis[Selon qui ?]. Beaucoup de graffeurs professionnels ou amateurs y vont pour réaliser leurs œuvres.
Le Teatre Romea se situe dans le quartier.

## Édifices célèbres
- L'Edifici Colon, également nommé Torre Maritima (Tour Maritime), gratte-ciel de la dictature franquiste, surplombe la zone des Drassanes[4], à l'est du Raval, vers le port;
- Le Musée maritime de Barcelone:
- La prison de Reina Amàlia, aujourd'hui disparue;
- L'ancien hôpital de la Sainte-Croix, qui accueille aujourd'hui la Bibliothèque de Catalogne, l'école Massana et l'Institut d'études catalanes[5].

## Personnalités du Raval
- Enriqueta Martí
- Francisca Soler de Ros (1833-1884), actrice, figure du Teatre Romea[6]
- Francesca Saperas i Miró (1851-1933), anarchiste catalane;
- Salut Borràs i Saperas (1878-1954), militante politique catalane;
- Conxa Pérez Collado (1915-2014), personnalité anarchiste et militaire républicaine de la guerre d'Espagne, a longtemps tenu une boutique après guerre, dans le marché de Sant Antoni, qui jouxte le Raval;
- Peret (1935-2014), chanteur de rumba;
- Manuel Vázquez Montalbán (1939-2003), écrivain;
- Terenci Moix (1942-2003), écrivain;
- Maruja Torres (1943-), écrivaine;
- Adèle O'Longh (1974-), écrivaine, a vécu dans le Raval, et l'évoque dans son documentaire Desde mi ventana.